# Еврейская община Кизляра
Еврейская община Кизляра, в Российской Республике Дагестан, в основном состоит из горских евреев. Некоторые ашкеназские евреи жившие в г. Кизляре были из тех кто в основном попадали в ссылку. Евреи жили в г. Кизляре с XIX века, со времен Российской империи.

## История

### Российская империя
- В 1869 году, в г. Кизляре проживало 35 евреев.[2][3]
- В 1910 году, в г. Кизляре проживало 173 евреев,  что составляло 1,6% всего города.[2][3]
- В конце XIX века в г. Кизляре имелась одна синагога.[2][4][5][6]
- В 1901 году, был организован первый сионистский кружок. Действовал хедер.[2]
- До  Октябрьской революции в 1917 году, в Кизляре на Еврейской улице (ныне улица Фрунзе), действовала синагога. Район вокруг синагоги назывался Еврейской слободой.[1][3] В основном там жили горские евреи. Отдельной синагоги для ашкеназских евреев не существовало, они ходили в горско-еврейскую синагогу.[1]
- В начале XX века, раввин Меир Ханукаевич Рафаилов (?–1951) открыл в г. Кизляре «еврейско-татскую» школу, где наряду со светскими предметами (математика, русский и татский и др.) преподавали иврит и изучали Тору.[2][3]

### Советский период
- В годы Гражданской войны в Дагестане в г. Кизляр прибыли евреи-беженцы из окрестных аулов.[2][3] В этот период земельные участки многих евреев были реквизированы.[2][3]
- В советский период, в г. Кизляре, еврейская синагога была снесена.
- В 1926 году, в г. Кизляре проживало 319 евреев, в том числе 62 горских евреев.[2][3]
- В 1927 году, в кизлярском округе для горских евреев-земледельцев был отведен участок в 7 тысяч десятин земли.[2][3][7]
- В советский период, в кизлярском округе были открыты школы и избы-читальни для горских евреев.[2][3]
- 43 еврейские семьи из г. Кизляра переселились на отведенные земельные наделы.[2][3]
- В 1930 году, в кизлярском районе, еврейские поселения имени Ларина и Калинина, из-за их нежизнеспособности были свернуты.[2][3][7]
- С 1928 по 1931 годы, в г. Кизляре действовали отделения ОЗЕТа и КОМЗЕТа.[2][3][7]
- В 1939 году, в г. Кизляре проживало 232 евреев.[2]
- В 1959 году, в г. Кизляре проживало 330 евреев.[2]
- До 1990-х годов евреев в г. Кизляре проживало около 2 тысяч.[3][1] Примерно 70 процентов были горскими евреями и 30 процентов — ашкеназы.[1] Община арендовала помещение в городском Доме культуры, две комнаты: большая для заседаний клубов и праздников, маленькая была под офис.[1] При общине был открыт Семейный клуб, который собирался каждую неделю. Регулярно здесь встречались на шаббат и еврейские праздники.[3][1][8]
- В 1990-х годах начался в г. Кизляре "беспредел", рэкетиры отбирали у евреев дома, предприятия, выселяли евреев из города.[1] Угрожали, вынуждали евреев уехать. Некоторым в дома бросали бутылки с зажигательной смесью.[1]
- В 1990-х годах был большой отток евреев в связи с чеченской войной.[1] Евреи уежали в Израиль и другие города России.[1]

### Российская Федерация
- 6 мая 2005 году, компания Ортодоксального Иудаизма «Еврейская Община г. Кизляра», была зарегистрирована в г. Кизляре.[9]
- В 2007 году в еврейской общине города Кизляра было 120—140 человек.[1]

С начала войны Израиля и ХАМАС в октябре 2023 года работа еврейской общины в Кизляре была приостановлена.